# Tokaj-Hegyalja
Tokaj-Hegyalja è una storica regione vinicola situata in quello che adesso è il nordest ungherese. Nel 1920, dopo il Trattato di Trianon, la regione fu divisa tra Ungheria e la neonata Cecoslovacchia, e 120 ettari divennero parte della nuova nazione. Due distinte regioni vinicole si formarono lungo il confine, con piccole differenze tra loro. Nel 2004 venne raggiunto un accordo tra i governi ungherese e slovacco al fine di regolamentare l'uso del termine Tokaj in Slovacchia. Grazie a questo accordo il vino prodotto su 5,65 km² del territorio slovacco può essere etichettato con il nome Tokaj. La Slovacchia non mantenne gli impegni commerciali, che avrebbero dovuto introdurre gli stessi standard stabiliti dalla legge ungherese dal 1990. Non è ancora chiaro chi debba far rispettare queste leggi. Le dispute in atto hanno portato ad un processo internazionale tra l'Ungheria ed altre sei nazioni (Italia, Francia, Slovacchia, Australia, Serbia e Slovenia), riguardo all'uso del marchio "Tokaji".
Il nome ufficiale della regione vinicola ungherese è Tokaj-Hegyalja (Hegyalja significa "contrafforti" in ungherese ed era il nome originale della regione). L'area consiste di 27 paesi e 7.000 ettari di vigneti classificati, dei quali 5.000 sono attualmente coltivati. Quella di Tokaj è l'unica regione vinicola dichiarata patrimonio dell'umanità. La sua fama, comunque, è molto precedente al riconoscimento dell'UNESCO dal momento che qui viene prodotto il più antico vino botrytis: il Tokaj.

## Caratteristiche
Alcune delle caratteristiche che rendono unica la regione sono:
- Suolo e microclima: Il territorio è composto d'argilla su un sottosuolo vulcanico. Il microclima è determinato dal pendio rivolto a sud e dalla prossimità con i fiumi Tibisco e Bodrog, ed è l'ideale per lo sviluppo della Botrytis cinerea (noble rot) e la susseguente essiccazione dei grappoli.
- Varietà indigene di vigneti: Il Furmint ed il Hárslevelü sono stati coltivati qui per secoli e, insieme al Moscato bianco (in ungherese Sárgamuskotály) e allo Zéta, sono le sole varietà di vigneto permessi nella regione.
- Cantine: Un vasto sistema di cantine è stato scavato nella roccia tra il 1400 ed il 1600. Forniscono una temperatura costante che si aggira intorno ai 10-12 °C. Le cantine sono coperte da un terreno caratteristico, che si nutre dell'Alcol evaporato durante l'invecchiamento e trattiene l'umidità tra l'85 ed il 90%, ideale per i vini Tokaji.
- Sistema di classificazione: Un decreto reale del 1757 regolamentò la classificazione del vino. Il lavoro iniziò nel 1730 e venne completato dai censi nazionali del 1765 e del 1772.

## Storia
Nessuno conosce la data di produzione dei primi vini della regione, sicuramente risalgono ad almeno l'inizio del dodicesimo secolo. Esistono prove di una produzione anteriore, ma le opinioni contrastano riguardo alla sua datazione.
Alcuni esperti ritengono che la produzione risalga ai tempi dei celti, ovvero prima di Cristo. Un tralcio di vite pietrificato venne ritrovato ad Erdőbénye e venne datato nel terzo secolo d.C., il che dimostrerebbe l'esistenza del vitigno in epoca romana. Gli Slavi arrivarono a cavallo tra il quinto ed il sesto secolo. Una delle possibili origini del termine "Tokaj" rimanderebbe alla parola slava "Stokaj", che significa "confluenza" (riferendosi ai fiumi Bodrog e Tibisco). Gli Slovacchi sostengono che gli slavi continuarono una coltivazione già presente nella regione. I coloni magiari arrivarono a Tokaj alla fine del nono secolo, e secondo loro il vitigno venne importato dalle regioni orientali, probabilmente dalla tribù Kabar. Gli stessi magiari sembrano aver ereditato da loro la tradizione vinicola. Un'altra possibile origine del nome proverrebbe dal termine armeno che indica il grappolo.
I latini vennero invitati per la prima volta a stabilirsi qui dal re ungherese Béla III (1130-1162), invito riproposto da Béla IV (1235-1270). Questi immigrati erano probabilmente valloni arrivati dal nord della Francia, nonostante alcuni ricercatori li riconoscano come italiani. È anche stato dimostrato che gli slavi (slovacchi e ruteni) sono coinvolti nella viticoltura a partire dal dodicesimo secolo. L'entrata del Tokaj tra le principali regioni vinicole risale al sedicesimo secolo.
Il Tokaji divenne un prodotto importante per la regione a partire dal diciassettesimo secolo, la sua esportazione fu una delle principali sorgenti di reddito del principe di Transilvania cui la regione apparteneva. L'incasso dovuto alla vendita del rinomato Tokaji Aszú finanziò la guerra d'indipendenza dal dominio Asburgico. La reputazione del Tokaj crebbe ulteriormente quando, nel 1703, Francesco II Rákóczi, principe di Transilvania, ne regalò a Luigi XIV di Francia numerose bottiglie. Il vino Tokaj venne servito nelle corti di Versailles dove prese il nome di Tokay. Deliziato da questa bevanda, Luigi XIV lo dichiarò: "Vinum Regum, Rex Vinorum" ("Vino dei re, Re dei vini").
Nel diciottesimo secolo il Tokaj raggiunse il culmine della prosperità. Polonia e Russia erano diventati i maggiori importatori di vino. Il Tokaj era talmente importante in Russia che gli imperatori russi mantennero di fatto una colonia a Tokaj al fine di garantire le forniture alla corte Imperiale.
La spartizione della Polonia del 1795 e la conseguente imposizione di dazi diedero un duro colpo all'esportazione di Tokaj facendo iniziare il declino economico della regione. Questa fu solo la prima delle tre maggiori crisi del vigneto. La seconda ci fu quando l'epidemia di fillossera raggiunse il Tokaj nel 1885 distruggendo la gran parte dei vigneti in pochi anni. La terza risale al Trattato di Trianon col quale l'Ungheria perse i due terzi del suo territorio, e grazie al quale vennero tagliati i ponti tra il vigneto ed il mercato interno.

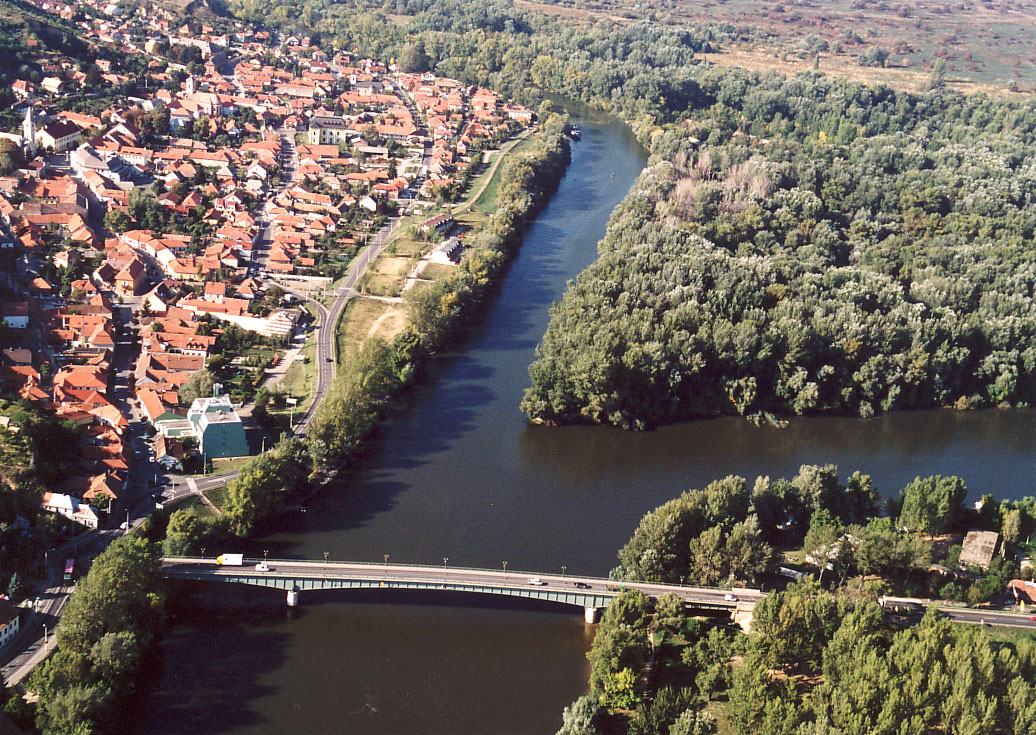
Vista panoramica dei fiumi Tibisco e Bodrog nella regione del Tokaj

L'era comunista in Ungheria vide un peggioramento di qualità e reputazione del Tokaj. A partire dal 1990 ingenti investimenti arrivarono nell'area, creando quella che fu definita la Rinascita del Tokaj.

## Paesi della regione vinicola
I 27 paesi che fanno parte della regione vinicola sono:
1. Tokaj
2. Abaújszántó
3. Bekecs
4. Bodrogkeresztúr
5. Bodrogkisfalud
6. Bodrogolaszi
7. Erdőbénye
8. Erdőhorváti
9. Golop
10. Hercegkút
11. Legyesbénye
12. Mád
13. Makkoshotyka
14. Mezőzombor
15. Monok
16. Olaszliszka
17. Rátka
18. Sárazsadány
19. Sárospatak
20. Sátoraljaújhely
21. Szegi
22. Szegilong
23. Szerencs
24. Tállya
25. Tarcal
26. Tolcsva
27. Vámosújfalu